# ستسوبون

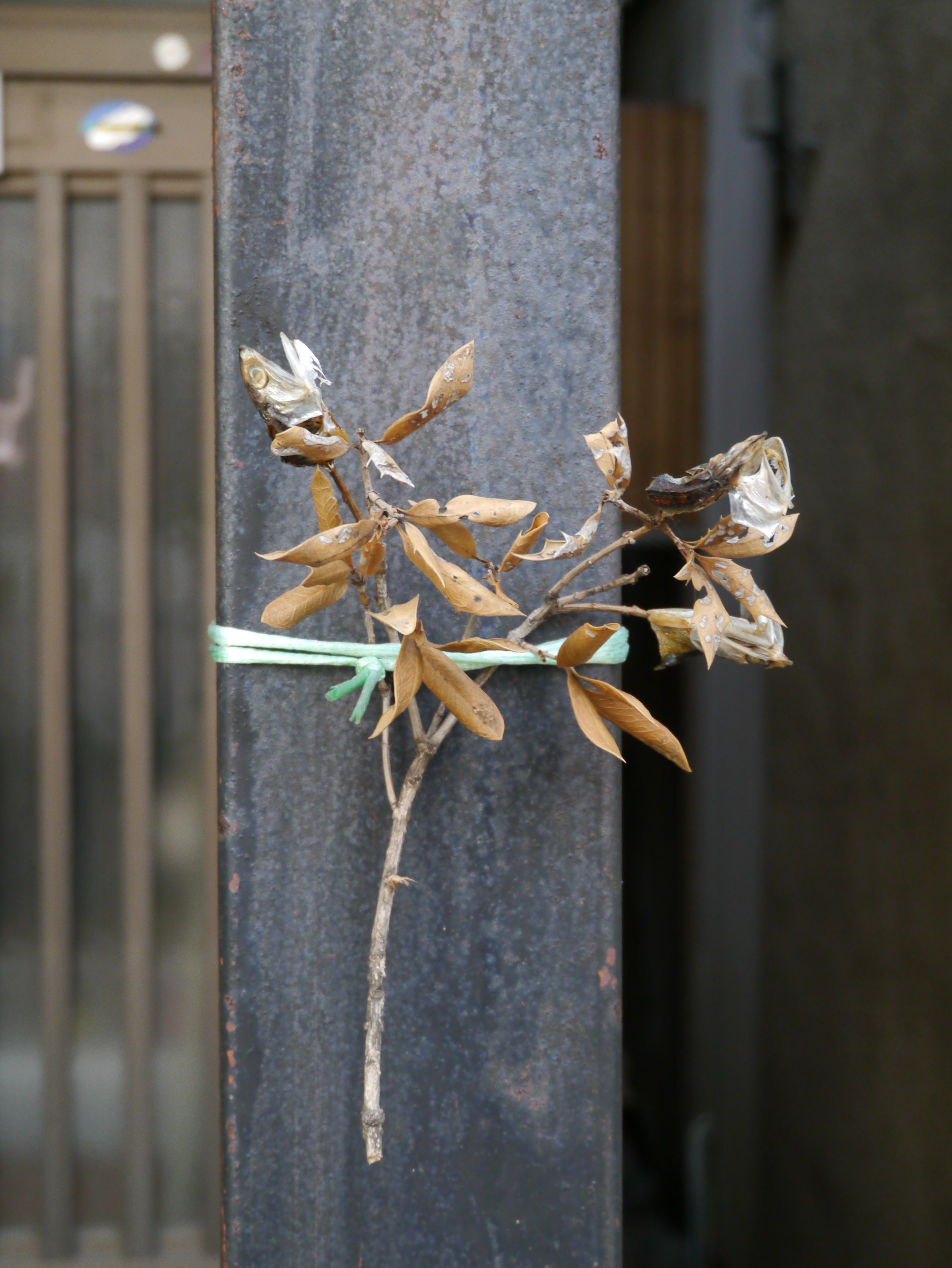
کلهٔ ماهی ساردین را در سر شاخه‌های درخت راج

ستسوبون (به ژاپنی: (節分) به نوعی مراسم گفته می‌شود که در روز سوم فوریه در کشور ژاپن انجام می‌گیرد و دلیل انتخاب این روز عید بودن آن در تقویم قمری قدیم ژاپن است.
ستسوبون به معنی تغییر فصل است. در قدیم ستسوبون چهار مرحله داشت که عبارت بود از: تغییر زمستان به بهار، تغییر بهار به تابستان، تغییر تابستان به پائیز و تغییر پائیز به زمستان. در زمان قدیم ژاپنی‌ها اعتقاد داشتند که حوادث ناگوار و بیماری و بدبختی را شیطان (ارواح خبیثه) به وجود می‌آورد. به همین علت مراسمی اجرا می‌کردند که بتوانند ارواح ناپاک و خبیثه را از زندگی خود دور کنند و به دیار نیستی بفرستند. آن‌ها با پرتاب کردن لوبیا به سوی شیطان (ارواح ناپاک) این کار را می‌کردند و انزجار خود را نشان می‌دادند. امروزه بعضی از مردم ژاپن این مراسم را بجا می‌آورند.
معمولاً در غروب (عصر) روز سوم فوریه لوبیای مخصوصی که در تابه گرم شده باشد را در ظرفی مخصوص به نام ماسو می‌ریزند و مدتی روی کامی دانا (محراب شینتو) قرار می‌دهند و مردان آن را از ورودی خانه دو بار به طرف بیرون پرتاب می‌کنند و می‌گویند اُونی وا سوتو (یعنی شیطان از خانه دور شود) و دو بار لوبیاها را از بیرون خانه به طرف داخل پرتاب می‌کنند و این بار می‌گویند فوکو وا ئوچی (یعنی خوشبختی وارد خانه شود) منظور از برگزاری مراسم ستسوبون بیرون کردن و راندن شیطان از منازل است. این مراسم را به جای در خانه از پنجره نیز می‌توان انجام داد. بعد از پرتاب کردن لوبیا از داخل منزل به بیرون و برعکس، در و پنجره را می‌بندند و معتقدند که با این عمل شیطان به‌طور کامل ای محل سکونت دور می‌شود و خوشبختی در داخل منزل می‌ماند. افراد خانواده برای سلامتی و خوشبختی از لوبیاهای مذکور می‌خورند که تعداد آن بستگی به سن فرد دارد مثلاً اگر فردی ۲۵ سال دارد بیست و پنج لوبیا می‌خورد. در بعضی از مناطق ژاپن یک دانه بیشتر از سنشان می‌خوردند. امروزه این مراسم در روستاها بیشتر از شهرها انجام می‌گیرد. 
در بعضی از مناطق ژاپن رسمی به نام یای گاکاشی وجود دارد که کلهٔ ماهی ساردین را در سر شاخه‌های درخت راج قرار می‌دهند و سپس آن را نزدیک در ورودی خانه می‌گذارند و اعتقاد دارند که با این عمل جلو ورود شیطان به منازل گرفته می‌شود. چون برگهای درخت راج تیز و سوزنی است و در چشم‌های شیطان فرومی‌رود و کله ماهی ساردین نیز بوی بدی دارد و شیطان از آن متنفر است و در نتیجه به آن منزل نزدیک نمی‌شود.